# Condropatia
Condropatia é uma doença das cartilagens.
A contropatia é um termo muito usado na descrição de exames de imagem como ressonancia, onde o radiologista não sabe exatamente a doença que está provocando a lesão na cartilagem e as alterações nesse tecido são descrito como uma cartilagem doente ou simplesmente " condropatia ". Uma das causas mais frequentes da condropatia é a condromalácia.